# Edgaras Utkus
Edgaras Utkus (Radviliškis, 22 juni 2000) is een Litouws voetballer die sinds 2021 uitkomt voor Cercle Brugge.

## Clubcarrière

### AS Monaco
Utkus werd door AS Monaco weggeplukt bij de Nacionalinė Futbolo Akademija, de enige voetbalacademie die Litouwen rijk is. In augustus 2019 ondertekende hij zijn eerste profcontract bij Monaco, dat hem tot 2022 aan de club verbond. In het seizoen 2019/20 stroomde hij door naar het B-elftal van Monaco, dat toen uitkwam in de Championnat National 2. In het seizoen 2018/19 droeg hij ook eenmaal het shirt van AS Monaco in de UEFA Youth League: in de groepswedstrijd tegen Club Brugge (3-1-zege) viel hij in de 56e minuut in voor Mehdi Zerkane.

### Cercle Brugge
In de zomer van 2021 maakte hij samen met Boris Popovic de overstap naar Cercle Brugge, de Belgische dochterclub van AS Monaco. Utkus ondertekende er een contract voor twee seizoenen, met optie op een extra seizoen. Utkus en zijn ploeggenoot Boris Popovic, die samen met hem de overstap maakte naar Cercle Brugge, werden persoonlijk uitgekozen toen Cercle-trainer Yves Vanderhaeghe en diens assistenten Thomas Buffel en Radhi Jaïdi toen die in mei 2021 naar Monaco waren gekomen. Technisch directeur Carlos Aviña verklaarde achteraf dat Utkus en Popovic meteen enthousiast waren over een mogelijke verhuis naar Cercle Brugge – niet onbelangrijk, aangezien spelers in het verleden soms gedwongen werden tot een uitleenbeurt naar Cercle Brugge.
Utkus werd door trainer Yves Vanderhaeghe centraal achterin geposteerd, terwijl hij eigenlijk een middenvelder is. In zijn debuutseizoen bij Cercle Brugge kwam Utkus meteen veel aan spelen toe. Tijdens de eerste elf speeldagen kreeg hij een basisplaats en miste hij slechts vier minuten. Op de twaalfde speeldag ontbrak hij in het 1-1-gelijkspel tegen Standard Luik wegens een gele schorsing. De eerste competitiewedstrijd van november, uit bij KRC Genk, miste hij dan weer door een blessure. Nadien werd Utkus weer een vaste waarde centraal achterin. In nog geen maand tijd scoorde hij drie keer in de Jupiler Pro League: in de 3-1-zege tegen KV Mechelen op 27 november 2021 opende hij met het hoofd de score, alsook in de 1-2-zege tegen STVV op 11 december en in de 3-2-nederlaag tegen Union Sint-Gillis op 18 december. Op 26 december moest Utkus, die in het Joseph Marienstadion al na twintig minuten gewisseld werd, de Brugse stadsderby laten schieten vanwege een hamstringblessure.
Utkus, die de winterstage in Spanje miste door een coronabesmetting, maakte pas op 29 januari 2022 zijn wederoptreden bij Cercle Brugge: in de competitiewedstrijd tegen KV Oostende (0-1-nederlaag) kwam hij na een halfuur de geblesseerde Jesper Daland vervangen. Een week later moest hij tegen Standard Luik opnieuw al vroeg een geblesseerde ploegmaat komen vervangen, ditmaal Charles Vanhoutte in de elfde minuut. Utkus speelde deze wedstrijd evenwel niet uit, want in de blessuretijd kreeg hij een tweede gele kaart. Vanaf begin maart kwam Utkus weer vast in de ploeg te staan, tot een rode kaart tegen Sporting Charleroi op de 32e speeldag wegens een elleboogstoot richting Marco Ilaimaharitra een einde aan zijn seizoen maakte. Utkus klokte in zijn debuutseizoen bij Cercle Brugge af op 25 officiële wedstrijden in alle competities.
In het seizoen 2022/23 liep hij op de tweede competitiespeeldag tegen RSC Anderlecht een zware kruisbandblessure op die hem quasi een heel seizoen aan de kant hield. In april 2023, toen hij zijn terugkeer nog niet had gemaakt, brak Cercle Brugge het aflopende contract van Utkus open tot 2026.

## Clubstatistieken
| Seizoen         | Club            | Land               | Competitie             | Competitie | Competitie | Beker | Beker | Supercup | Supercup | Europees | Europees | Totaal | Totaal |
| Seizoen         | Club            | Land               | Competitie             | Wed.       | Dlp.       | Wed.  | Dlp.  | Wed.     | Dlp.     | Wed.     | Dlp.     | Wed.   | Dlp.   |
| --------------- | --------------- | ------------------ | ---------------------- | ---------- | ---------- | ----- | ----- | -------- | -------- | -------- | -------- | ------ | ------ |
| 2019/20         | AS Monaco B     | Vlag van Frankrijk | Championnat National 2 | 3          | 0          | —     | —     | —        | —        | —        | —        | 3      | 0      |
| 2020/21         | AS Monaco B     | Vlag van Frankrijk | Championnat National 2 | 5          | 0          | —     | —     | —        | —        | —        | —        | 5      | 0      |
| 2021/22         | Cercle Brugge   | Vlag van België    | Eerste klasse A        | 24         | 3          | 1     | 0     | —        | —        | —        | —        | 25     | 3      |
| 2022/23         | Cercle Brugge   | Vlag van België    | Eerste klasse A        | 3          | 0          | 0     | 0     | —        | —        | —        | —        | 3      | 0      |
| 2023/24         | Cercle Brugge   | Vlag van België    | Eerste klasse A        | 28         | 1          | 1     | 0     | —        | —        | —        | —        | 29     | 1      |
| 2024/25         | Cercle Brugge   | Vlag van België    | Eerste klasse A        | 26         | 0          | 0     | 0     | —        | —        | 9        | 0        | 35     | 0      |
| Carrière totaal | Carrière totaal | Carrière totaal    | Carrière totaal        | 89         | 4          | 2     | 0     | 0        | 0        | 9        | 0        | 100    | 4      |

Bijgewerkt op 26 mei 2025.

## Interlandcarrière
Utkus maakte op 11 november 2020 zijn interlanddebuut voor Litouwen: in de oefeninterland tegen Faeröer (2-1-zege) liet bondscoach Valdas Urbonas hem in de 68e minuut invallen.